# Stinkbom

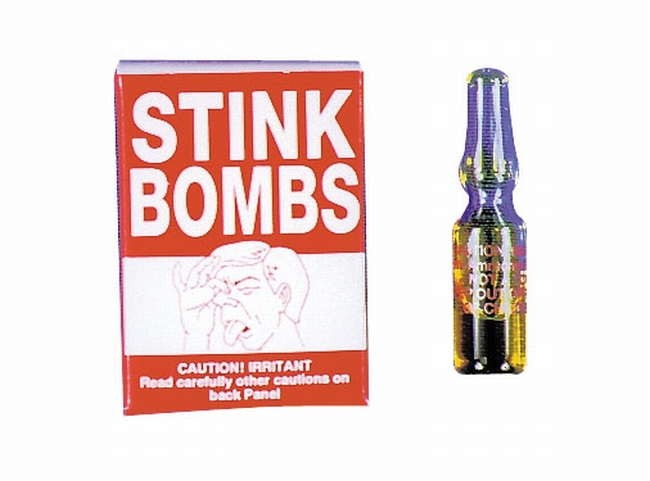
Een stinkbom uit de feestwinkel

Een stinkbom is een feestartikel dat te koop is bij een feestwinkel. Het belangrijkste ingrediënt van een stinkbom is ammoniumwaterstofsulfide dat in de handel in glazen ampullen of vaste verpakkingen wordt verkocht.
De stinkbom wordt meestal als grap in een openbare gelegenheid, waar veel mensen aanwezig zijn, gebruikt en geeft een onaangename, naar rottende eieren ruikende geur, en is bedoeld als komisch effect: een practical joke.

## Militaire toepassingen
In Israël en de Verenigde Staten worden sterke varianten gebruikt om rellen en oproeren te bestrijden.